# Ace of Spades (live)
Ace of Spades (live) è un singolo della band londinese heavy metal Motörhead, contenuta nel live album Nö Sleep at All, entrambi dell'anno 1988.
Il singolo non ha copertina frontale, ed infatti è stato pubblicato con una normale carta bianca con dentro l'EP. Successivamente è stato ritirato dal mercato.
Oltre alla title track, fanno parte del singolo anche le canzoni "Dogs" e "Traitor".
Tutte e tre le tracce sono tratte dal live album precedentemente nominato, registrato al "Giants of Rock" Festival di Hämeenlinna, Finlandia, il 2 luglio 1988.
Malgrado la popolarità che la canzone aveva realizzato nel corso degli anni, questo singolo non è stato un successo totale per la band; l'originale Ace of Spades invece ha raggiunto la posizione 15 nelle classifiche inglesi nel 1980.

## Tracce
1. "Ace of Spades" (Kilmister, Clarke, Taylor)
2. "Dogs" (Kilmister, Burston,  Campbell, Taylor)
3. "Traitor" (Kilmister, Burston, Campbell, Taylor)

## Formazione
- Lemmy Kilmister: basso, voce
- Phil Campbell: chitarra
- Würzel: chitarra
- Philty Animal Taylor: batteria